# 伊朗縱貫鐵路
伊朗縱貫鐵路（波斯语：راهآهن سراسری ایران）是巴列维王朝于1927年开始的一项大型铁路建设项目，在当时伊朗君主礼萨汗的主持下于1938年完工。它完全由本土资本建造。該鐵路起自波斯灣的沙赫普爾港（今名霍梅尼港），途徑阿瓦士、库姆、德黑兰，直到裏海畔的托爾卡曼港。
1961年，在礼萨汗的儿子穆罕默德-礼萨·巴列维的领导下，鐵路延伸到戈尔甘。在1963年的土地改革期间，作为白色革命的一部分，铁路再次延伸，它将德黑兰与馬什哈德、大不里士和伊斯法罕连接起来。

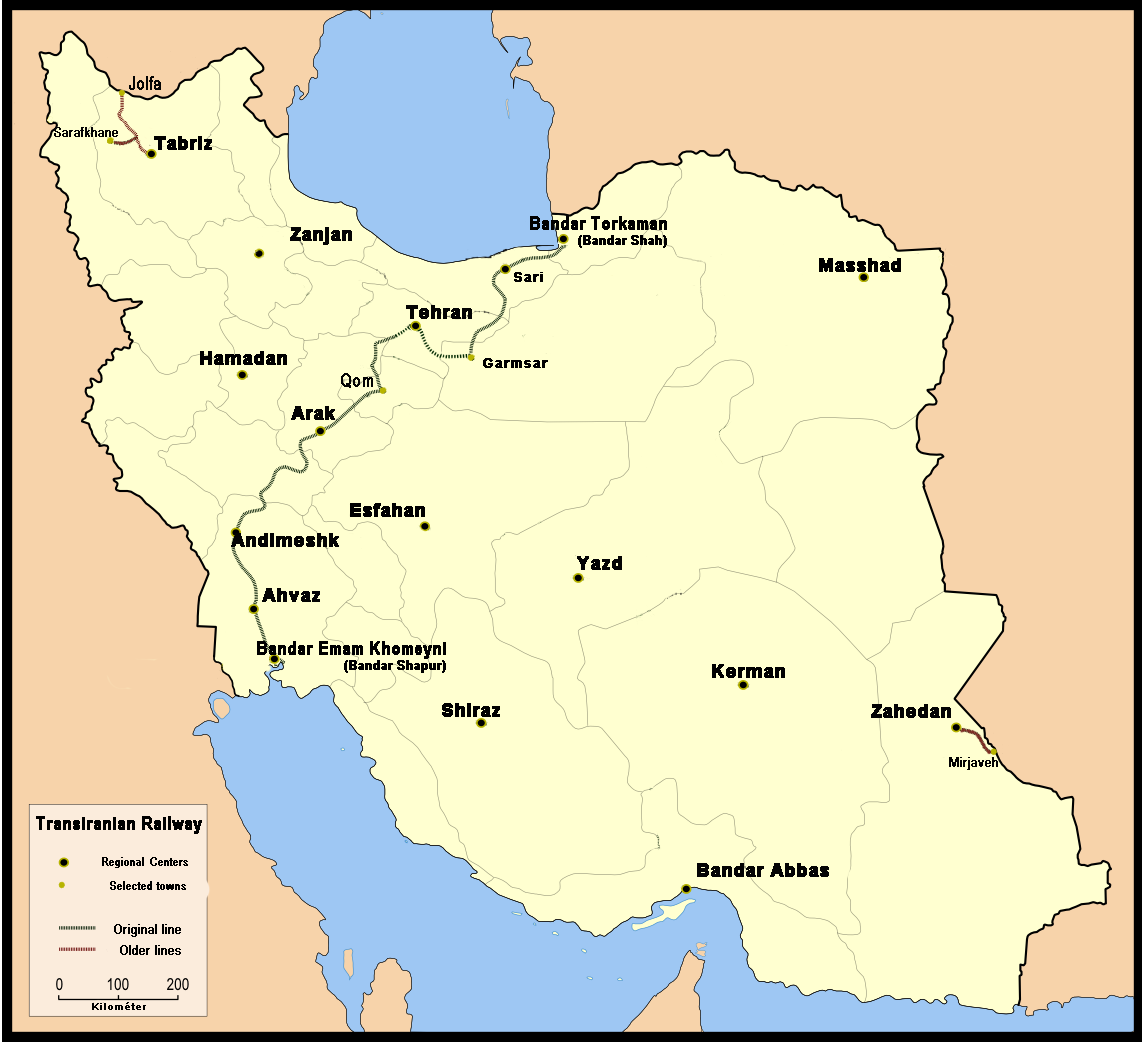
1938年完工的伊朗縱貫鐵路路線圖

該鐵路於1938年建成的1394公里路段于2021年7月被列為世界遗产。